# Mala Krka
Mala Krka (madžarsko Kerca-patak, Kis-Kerka) je desni pritok Velike Krke na Goričkem. Izvira severno od vasi Kuštanovci pod gričem Praponek (397 m) in teče večinoma proti vzhodu skozi vasi Križevci in Domanjševci /Domonkosfa. Pod vasjo prečka državno mejo in nadaljuje svoj tok proti vzhodu mimo vasi Krčica-Somorovci (madžarsko Kercaszomor) in se nekoliko naprej izliva v Veliko Krko. Majhen potok teče od Križevec navzdol po dnu široke in plitve doline po strugi, ki je na slovenski strani deloma v naravnem stanju in deloma regulirana, na madžarski strani pa v celoti regulirana. Zlasti z desne strani dobiva več majhnih pritokov, nekoliko večja sta le Kamenjek in Domolik. Pri Križevcih je na potoku manjše umetno Križevsko jezero, veliko ok. 2 ha, priljubljeno zlasti med ribiči.
Celoten tok Male Krke do državne meje, vključno s Križevskim jezerom, je evidentiran kot naravna vrednota državnega pomena, predvsem zaradi ohranjenih vodnih in obvodnih habitatov, ki pa so se močno skrčili zaradi melioracij v spodnjem toku in širjenja njivskih površin na račun nekdanjih mokrotnih travnikov vzdolž potoka. V zgornjem toku sta potok in mokrotno dolinsko dno v skoraj naravnem stanju z ohranjenimi vodnimi in obvodnimi habitati. Na madžarski strani so potok v letih 1964–1966 sicer v celoti regulirali, a v zadnjih letih poskušajo obnoviti vsaj del izgubljenih naravnih habitatov, saj je območje del narodnega parka Őrség.
V Križevcih nastaja ob manjšem pritoku Male Krke Vidrin informacijski center AQUALUTRA, v katerem se bodo lahko obiskovalci podrobneje seznanili z vidro (Lutra lutra), ki se po mnogih letih vrača tudi v Malo Krko.